# カワチ

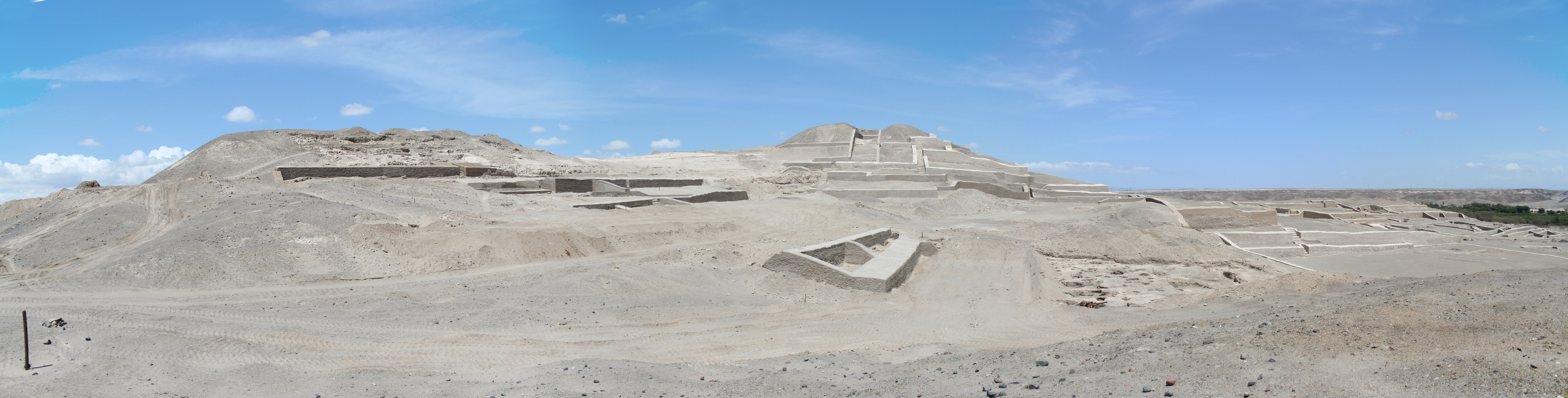
カワチのピラミッド

カワチ（Cahuachi）は、ペルーのナスカにあるナスカ時代の都市遺跡で、祭祀の中心であったと考えられている。ナスカの地上絵がある平原と川を挟んですぐ南に位置しており、日干し煉瓦のアドベで建設された階段ピラミッドや様々な施設の跡がある。
遺跡の大部分は砂にもれていて現在も発掘は行われており、ピラミッドの総数は最終的に34基以上になると予想されている。